# كارلوس كاسيدا
كارلوس ألبرتو كأسيدا أوياغيز (بالإسبانية: Carlos Alberto Cáceda Ollaguez)‏ (و. 27 سبتمبر 1991) هو حارس مرمى كرة قدم بيروفي.

## وصلات خارجية
- كارلوس كاسيدا على موقع قاعدة بيانات كرة القدم.إي يو (الإنجليزية)
- كارلوس كاسيدا على موقع ناشيونال فوتبول تيمز (الإنجليزية)
- كارلوس كاسيدا على موقع Soccerway.com (الإنجليزية)
- كارلوس كاسيدا على موقع عالم كرة القدم.نت (الإنجليزية)
- كارلوس كاسيدا على موقع AS.com (الإسبانية)